# 竜江省
竜江省（りゅうこう-しょう）は満洲国にかつて存在した省。現在の黒竜江省北西部に位置する。

## 歴史
1934年（康徳元年）12月1日、満洲国は黒竜江省及び奉天省を分割し竜江省を設置、斉斉哈爾市、竜江県、克山県、拝泉県、訥河県、依安県、克東県、嫩江県、徳都県、竜鎮県、通北県、明水県、富裕県、林甸県、甘南県、景星県、泰来県、泰康県、大賚県、洮南県、洮安県、鎮東県、安広県、開通県、瞻楡県、醴泉県及び杜爾伯特旗、伊克明安旗の1市25県2旗を管轄した
1939年（康徳6年）6月には北安県（旧竜鎮県）、通北、克東、克山、拝泉、明水、依安、徳都、嫩江の9県が新設された北安省に移管されると同時に、泰康県が杜爾伯特旗に編入、1944年（康徳12年）に嫩江県が黒河省より移管された。
1945年8月、満洲国の解体に伴い自然消滅したが、竜江省地区には新たに嫩江省が設置されている。

## 行政区画
満洲国崩壊直前の下部行政区画は下記の通り。
- 斉斉哈爾市
- 竜江県
- 景星県
- 甘南県
- 富裕県
- 訥河県
- 林甸県
- 泰来県
- 鎮東県
- 大賚県
- 安広県
- 白城県
- 嫩江県
- 洮南県
- 開通県
- 瞻楡県
- 杜爾伯特旗
- 伊克明安旗

## 設置
1934年12月、満洲国政府により黒竜江省と奉天省の一部地域に竜江省が新設される。

## 廃止
1945年8月、満洲国の崩壊と共に自然消滅。

## 歴代省長
特記なき場合『世界諸国の制度・組織・人事 : 1840-2000』による。
- 孫其昌：1934年12月1日 - 1935年5月25日
- 金壁東：1935年5月25日 - 1937年7月1日
- 趙鵬第：1937年7月1日 - 1939年8月18日
- 黄富俊：1939年8月18日 - 1942年9月28日
- 申振先：1942年9月28日 - （終戦）